# 吉岡直綱
吉岡 直綱（よしおか なおつな、生没年不詳）は、安土桃山時代の剣客、染物家。通称は源左衛門。別名に兼房、清次郎重堅。号は憲法（けんぼう。拳法、憲房とも）。諸説あるが、吉岡直重は剣の師匠、あるいは弟、吉岡重賢は末弟（従弟の説もある）に当たる。

## 略歴
吉岡直元を祖とする足利将軍家の剣術師範を務める剣術流派である吉岡流の3代目・吉岡直賢の嫡男として生まれ、祇園藤次に兵法を学んだ。後年、吉岡家の4代目当主となった。伝記作家・福住道祐が貞永元年（1684年）に著した『吉岡伝』によれば京都所司代の屋敷で宮本武蔵との試合が行われ、この時の勝負では武蔵が大出血したことから直綱の勝利、あるいは両者引き分けの両判定があったとあり、また慶長19年（1614年）の大坂の陣では豊臣方について篭城したという。落城後は家伝の一つである染物業に専念したという。なお、黒褐色の染物を「憲法染」と呼ぶのは、吉岡憲法が発明したからだと伝えられている。
宮本武蔵の養子である宮本伊織の建立した小倉碑文及びそれを原資料とした、歴代の二天一流師範が記した武蔵の伝記『丹治峯均筆記』、『武公伝』などによれば慶長9年（1604年）に吉岡清十郎なるものが武蔵と試合をして重傷を負ったとも打ち殺されたとも伝えられる。ただし吉岡清十郎が直綱を指すという明確な証拠はない。
『戦国人名辞典増訂版』によると、慶長9年6月21日、京都新内裏で能楽を観ていた際に警備と諍いを起こして殺され、梟首されたという。

## 備考
- 享保年間に漢文体で出された『吉岡伝』には、朝山三徳という九州第一の天流の名人を仕合で撃殺し、それを聞いて来た鹿島村斎という荒法師との仕合も撃殺して勝った後、武蔵が来たと記述される[3]。
- 『古老茶話』や『本朝武芸小伝』などの書物にも記述がみられる。